# 포토벨로로드

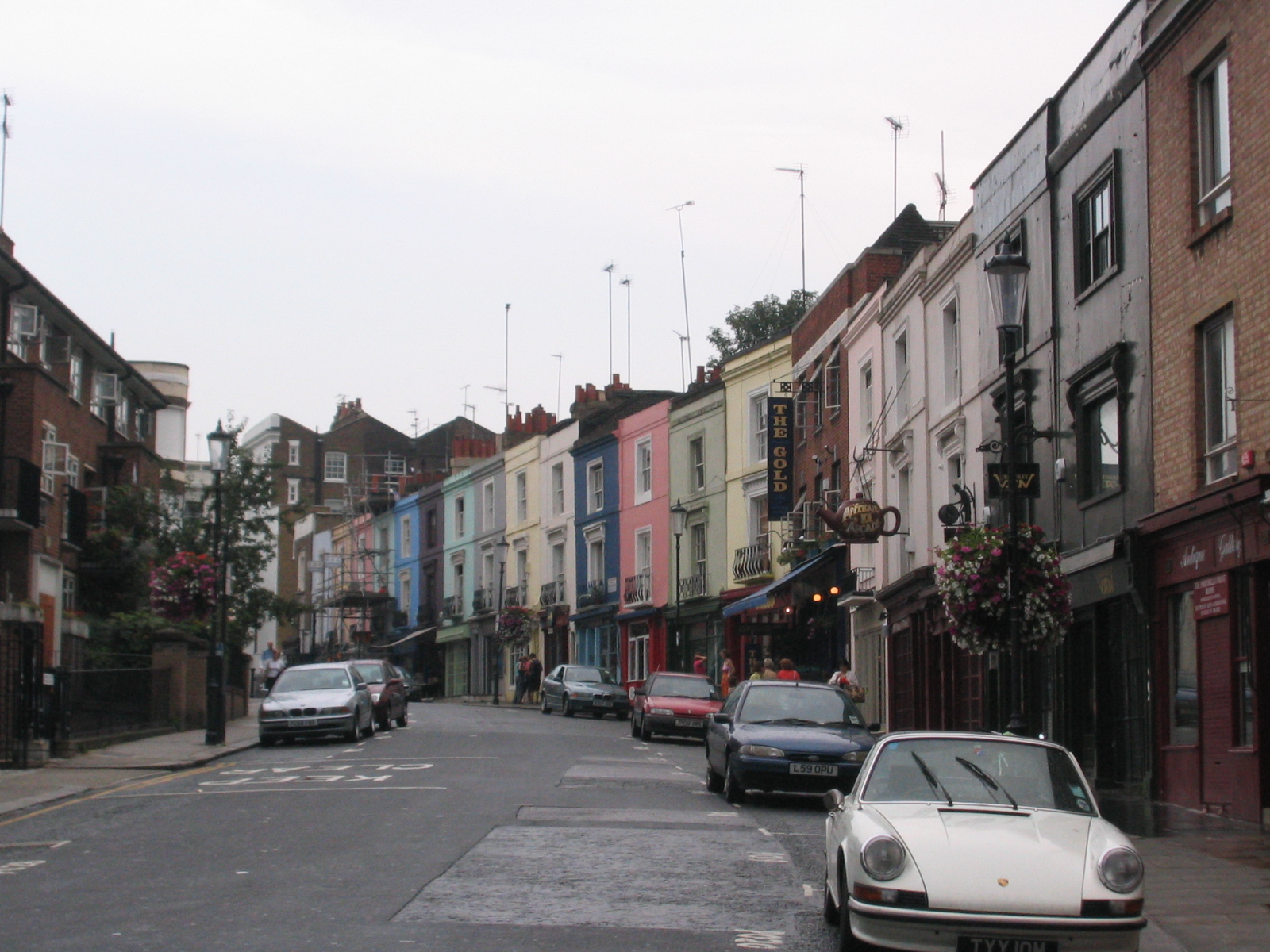
포토벨로로드

포토벨로로드(영어: Portobello Road)은 잉글랜드 런던 노팅힐에 있는 거리 중 하나이다. 노팅힐의 북쪽에서 남쪽으로 완전한 구간이 이어진 곳이다. 나란히 래드브로크그로브로드와 연결되어 있다. 이 거리는 런던에서 가장 유명한 시장인, 포토벨로로드 시장이 있다. 포토벨로로드 시장은 골동품 가게, 지역 중고 상점, 과일과 야채 및 옷가게가 모여있다. 포토벨로로드 시장은 원래 노팅힐의 북쪽에 위치한 포토벨로 농장을 지나는 오솔길이었다. 1996년 이래 매년 8월 포토벨로 영화제가 이 거리 부근에서 개최된다.

## 같이 보기
- 캠던 마켓
- 시장도시